# Studia i Materiały z Dziejów Nauki Polskiej
Studia i Materiały z Dziejów Nauki Polskiej – rocznik ukazujący się w latach 1953-1956 w Warszawie. Wydawcą był Komitetu Historii Nauki PAN. Pismo publikowało prace z dziejów nauki polskiej. Redaktorem naczelnym był Bogdan Suchodolski. Kontynuacją pisma był kwartalnik "Kwartalnik Historii Nauki i Techniki". 